# Modem

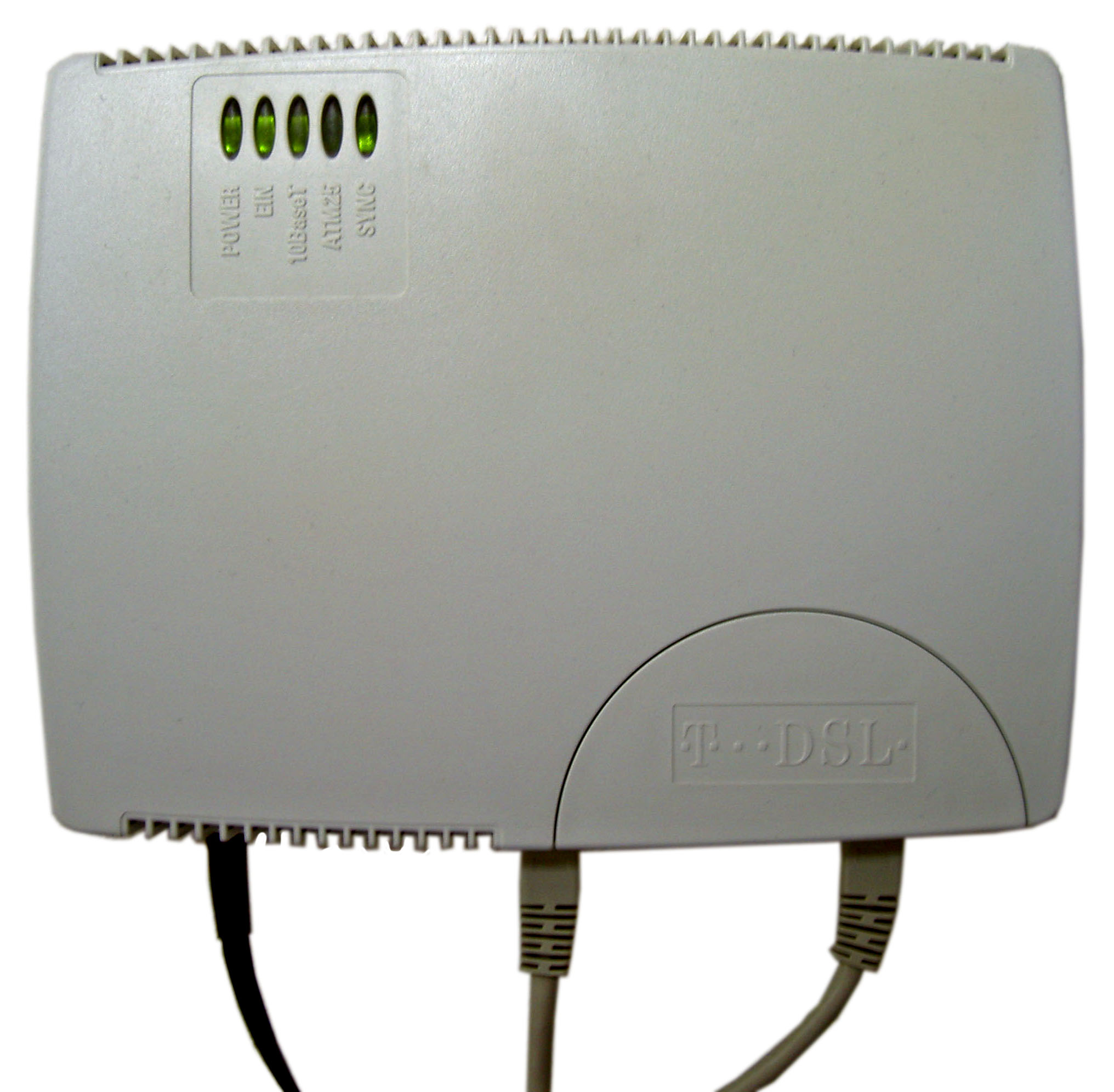
Un modem DSL

Modemul este un aparat de comunicație, care convertește semnalele digitale prin intermediul canalelor de comunicație între două echipamente terminale digitale. Cuvântul telescopat, modem, provine din Modulator și Demodulator, modemurile codificând semnalele digitale în semnale acustice în ambele sensuri, atât la transmisie cât și la recepție.

## Clasificări
Modemurile pot fi interne sau externe (față de aparatul la care sunt conectate).
Ele se pot conecta la PC în 3 moduri diferite:
- Ca dispozitiv extern independent, prin intermediul unui cablu legat la unul din porturile de comunicație serială;
- Ca echipament intern, conectat direct la placa de bază cu ajutorul unui conector ISA / E-ISA / PCI, sau chiar integrat complet în placa de bază
- Ca placă PCMCIA (de obicei pentru calculatoarele de tip notebook cu slot PCMCIA).

După funcționalitate se cunosc două tipuri de modemuri:
- "winmodem", numai pentru configurații ce utilizează sistemele de operare Microsoft Windows
- modem normal sau "hardware", mai scumpe dar utilizabile de aproape toate sistemele de operare.

Modemurile hardware, și câteodată și winmodem-urile, pot avea incorporat în ele și un controler hardware.

## Producători de componente modem
- AVM GmbH
- Bausch Datacom, 1990 producător al primelor modemuri cu preț scăzut pentru companie Vobis
- Baycom, producător de modemuri radio amateur
- Cisco Systems
- Compal
- Conexant (anterior Rockwell), în special Chipset-OEM
- ConiuGo producator de modemuri industriale mobile (din 1998)
- devolo (anterior ELSA AG)
- Diamond Multimedia, cu marca Supra și modele precum Supra Express
- Dr. Neuhaus, cu seria de modemuri Smarty și FURY, alături de ELSA, unul dintre primii producatori de modemuri industriale, cu aprobare ulterioară pentru utilizatorul de acasă (din 1988)
- FlexDSL Telecommunications AG, producator de modemuri industriale
- Hayes Communications, AT-Standard
- IBM
- Keymile[1]
- miro
- Motorola
- Phoenix Contact, producator de modemuri industriale
- Qualcomm
- RAD Data Communications, producator de modemuri industriale
- Siemens, producator de modemuri industriale
- Scientific Atlanta
- Sprint Nextel, compania de telefonie din SUA
- Technicolor
- Telebit, al cărui „TrailBlazer” <! - într-adevăr se numește așa! -> a avut o metodă similară de modulare ca și DSL, astăzi
- Tenda
- Tixi.Com, producator de modemuri industriale
- U.S. Robotics/3Com, cu marca Courier
- Westermo, producator de modemuri industriale
- ZyXEL